# Karl Piquemal
Pour les articles homonymes, voir Piquemal.
Karl Piquemal (né le 12 janvier 1973 à Épinal, en France) est un joueur professionnel français de hockey sur glace qui évoluait en position d'attaquant.

## Biographie

### Carrière en club
Karl Piquemal fait ses débuts professionnels en 1990 avec le club de sa ville natale, l'Image Club d'Épinal, alors en Division 1, le second échelon du hockey sur glace en France. À l'issue de la saison suivante, Épinal dépose le bilan mais est cependant maintenu en D1,. Quatrième en 1996, Piquemal et Épinal profitent de l'élargissement de l'élite pour être promus. L'équipe spinalienne sera néanmoins reléguée.
Il quitte alors son club formateur et joint le Hockey Club de Mulhouse en Division 3. Le club alsacien termine deuxième de la saison et demande une promotion directe en Division 1 qu'il obtient. En 2000 et 2001, il atteint la finale mais est battu à chaque reprise par Brest puis par Villard-de-Lans. Au terme de ce second échec, Piquemal met un terme à sa carrière.

### Carrière en équipe nationale
Lors du Championnat d'Europe junior de hockey sur glace 1991, Karl Piquemal est sélectionné dans l'équipe de France qui finit huitième. Il est de même sélectionné lors du championnat du monde junior B 1992 dans lequel l'équipe nationale française termine quatrième.

## Statistiques
| Saison    | Équipe      | Ligue        |    | Saison régulière | Saison régulière | Saison régulière | Saison régulière | Saison régulière |   | Séries éliminatoires | Séries éliminatoires | Séries éliminatoires | Séries éliminatoires | Séries éliminatoires |
| Saison    | Équipe      | Ligue        | PJ | B                | A                | Pts              | Pun              | PJ               | B | A                    | Pts                  | Pun                  |                      |                      |
| 1990-1991 | IC Épinal   | Division 1   | 20 | 0                | 1                | 1                | 0                | 4                | 0 | 0                    | 0                    | 2                    |                      |                      |
| 1991-1992 | IC Épinal   | Division 1   | 21 | 8                | 8                | 16               | 30               |                  |   |                      |                      |                      |                      |                      |
| 1992-1993 | IC Épinal   | Division 1   | 14 | 20               | 19               | 39               | 16               |                  |   |                      |                      |                      |                      |                      |
| 1993-1994 | IC Épinal   | Division 1   | 17 | 12               | 5                | 17               | 65               |                  |   |                      |                      |                      |                      |                      |
| 1994-1995 | IC Épinal   | Division 1   | 28 | 8                | 9                | 17               | 30               |                  |   |                      |                      |                      |                      |                      |
| 1995-1996 | IC Épinal   | Division 1   | 27 | 6                | 5                | 11               | 24               |                  |   |                      |                      |                      |                      |                      |
| 1996-1997 | IC Épinal   | Ligue Magnus | 12 | 0                | 0                | 0                | 4                |                  |   |                      |                      |                      |                      |                      |
| 1997-1998 | HC Mulhouse | Division 3   |    |                  |                  |                  |                  |                  |   |                      |                      |                      |                      |                      |
| 1998-1999 | HC Mulhouse | Division 2   |    | 9                | 8                | 17               |                  |                  |   |                      |                      |                      |                      |                      |
| 1999-2000 | HC Mulhouse | Division 2   |    |                  |                  |                  |                  |                  |   |                      |                      |                      |                      |                      |
| 2000-2001 | HC Mulhouse | Division 2   | 23 | 5                | 8                | 13               | 34               | 4                | 0 | 0                    | 0                    | 6                    |                      |                      |

| Année | Compétition                   |   | PJ | B | A | Pts | Pun       |  | Résultats |
| 1991  | Championnat d'Europe junior   | 5 | 0  | 0 | 0 | 4   | Huitième  |  |           |
| 1992  | Championnat du monde junior B | 6 | 1  | 1 | 2 | 10  | Quatrième |  |           |